# 1198 (szám)
Az 1198 (római számmal: MCXCVIII) az 1197 és 1199 között található természetes szám.

## A szám a matematikában
A tízes számrendszerbeli 1198-as a kettes számrendszerben 10010101110, a nyolcas számrendszerben 2256, a tizenhatos számrendszerben 4AE alakban írható fel.
Az 1198 páros szám, összetett szám, félprím. Kanonikus alakja 21 · 5991, normálalakban az 1,198 · 103 szorzattal írható fel. Négy osztója van a természetes számok halmazán, ezek növekvő sorrendben: 1, 2, 599 és 1198.
Középpontos hétszögszám.
Az 1198 három szám valódiosztó-összegeként áll elő, ezek az 1088, 1588 és 1826.

## Csillagászat
- 1198 Atlantis kisbolygó